# Ercole Ramazzani

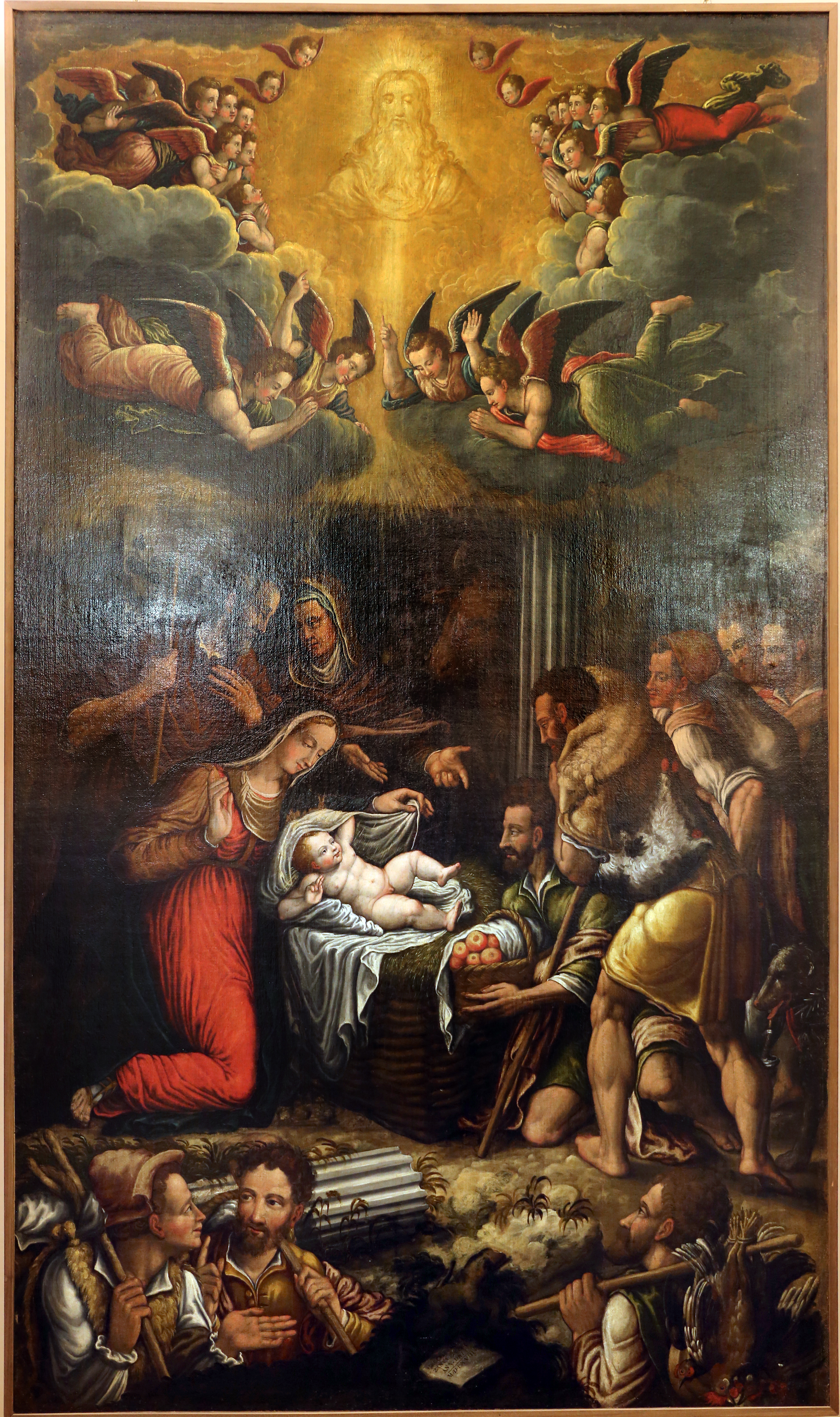
Ercole Ramazzani, Adorazione dei pastori, 1568, Museo Diocesano di Senigallia

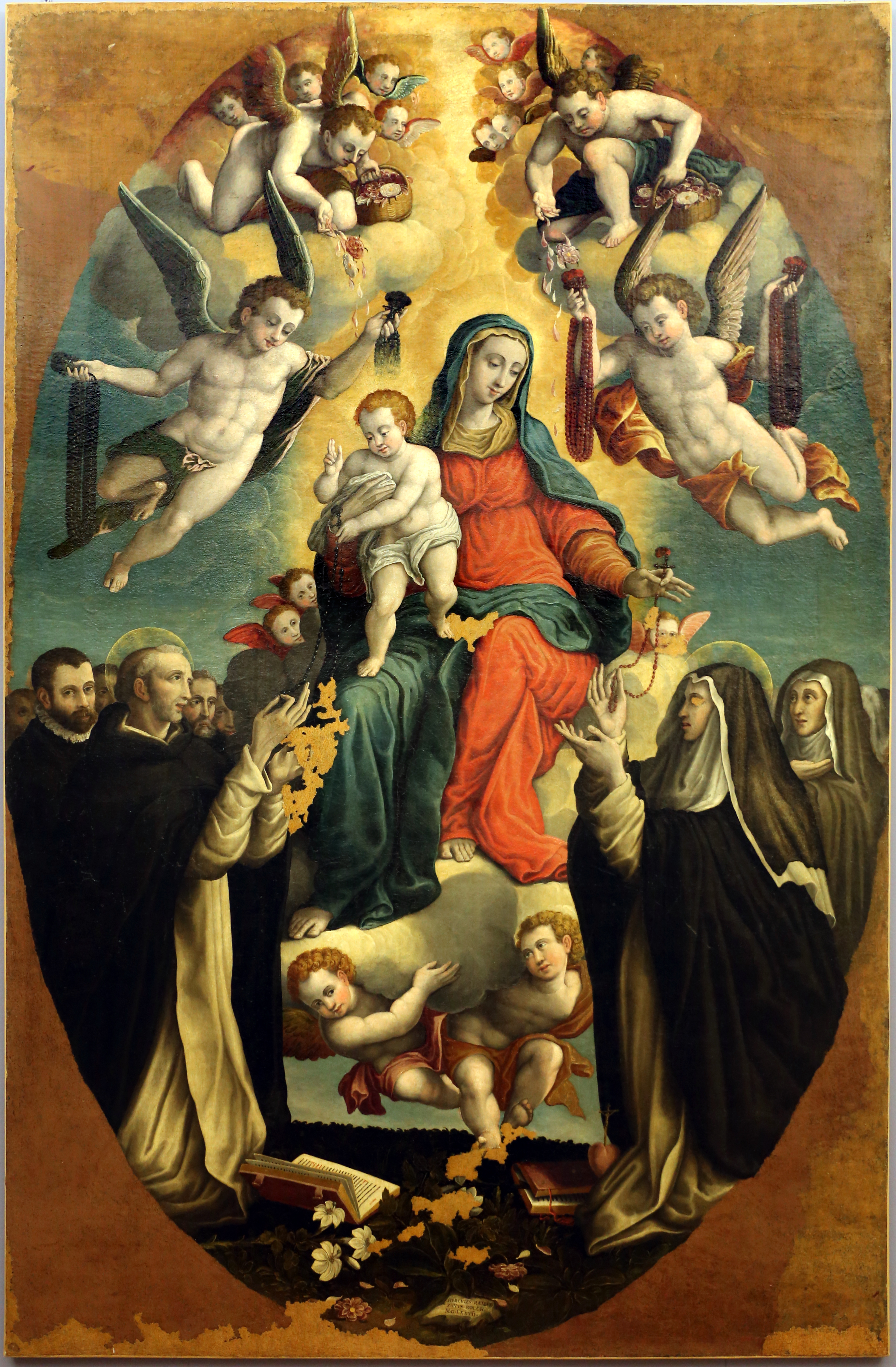
Ercole Ramazzani, Madonna del rosario, 1577, Museo Diocesano di Senigallia

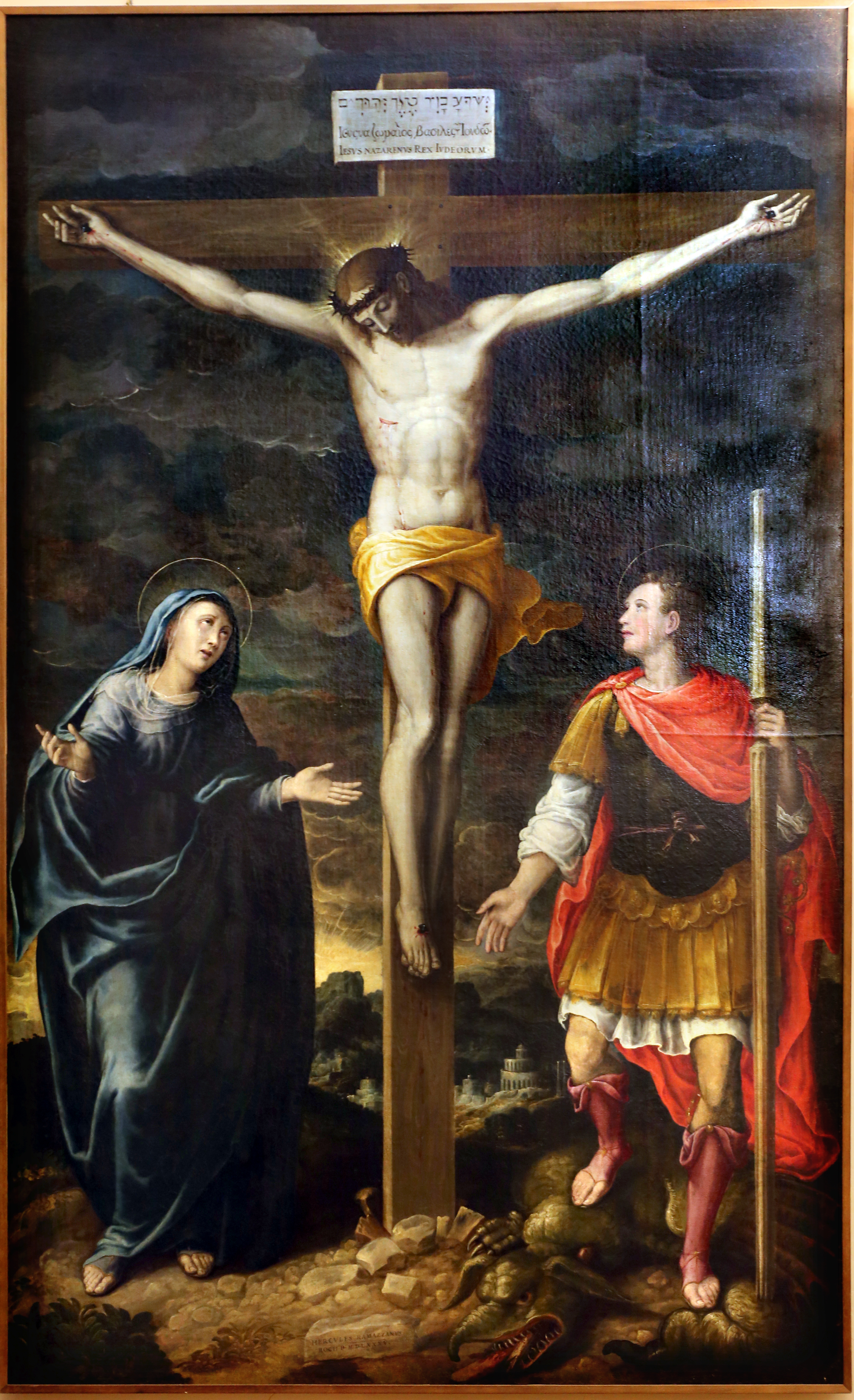
Ercole Ramazzani, Cristo crocifisso tra la vergine e san Giorgio, 1585, Museo Diocesano di Senigallia

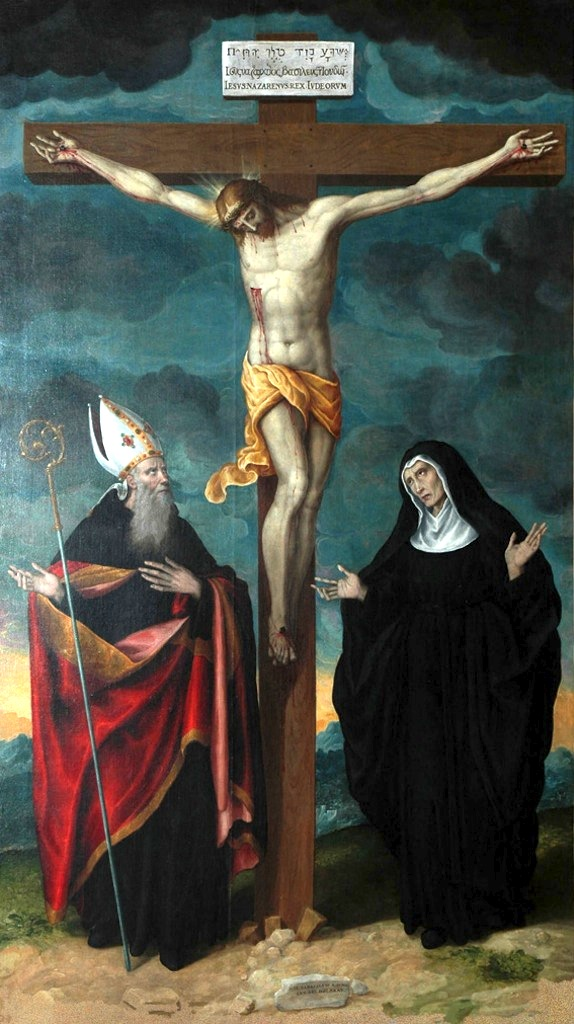
Ercole Ramazzani, Crocifissione di Gesù e i Santi Agostino e Monica, 1585, Museo Diocesano di Ancona.

Ercole Ramazzani (Arcevia, 1535 circa – Arcevia, 4 agosto 1598) è stato un pittore e scultore italiano.

## Opere di Ercole Ramazzani
- San Rocco (1562), Civica raccolta d'arte Claudio Ridolfi di Corinaldo
- San Martino di Tours in maestà (1564), tela giovanile del pittore. Cappella rurale di San Martino di Tours, a Castelleone di Suasa
- Adorazione dei pastori (1568), Museo diocesano (Senigallia)
- Madonna del Rosario con Bambino e Santi, pala, Chiesa di San Nicolò di Cantiano
- Madonna col Bambino e quattro Santi, pala d'altare, (1571), Chiesa dell'ex convento francescano di San Martino di Arcevia
- Madonna del Rosario (1571), Chiesa di San Francesco di Filottrano
- Madonna col Bambino e i santi Ginesio e Antonio Abate (1572), Chiesa parrocchiale diSan Ginesio di Arcevia
- Madonna del Rosario (1576), attribuibile al Ramazzani, Collezione d'Arte del Museo civico-parrocchiale Maria Crocefisso Satellico di Ostra Vetere
- Madonna della Speranza copia o restauro di una tela eseguita nel 1578. Cattedrale di San Pietro apostolo (Senigallia)
- Deposizione della Croce (1583) Chiesa parrocchiale di Sant'Antonio di Polverigi
- Ascensione (1582), proprietà del santuario di Poggio San Marcello, conservata nel Museo diocesano di Jesi
- Crocifissione (1585), Museo diocesano (Senigallia)
- Crocifissione di Gesù e i Santi Agostino e Monica (1585), Museo Diocesano di Ancona.
- Crocifisso fra l'Addolorata e Sant'Apollinare (1585 circa), Chiesa parrocchiale nuova di Sant'Apollinare a Montefortino
- Vergine in Gloria e Santi (1586), proveniente da Poggio San Marcello, conservata nel Museo diocesano di Jesi
- Madonna con Bambino e i S.S. Michele arcangelo, Lorenzo e Giovanni Battista (1587), già nella chiesa di San Lorenzo, ora conservata nella chiesa collegiata della S.S. Annunziata di Montecarotto
- Circoncisione di Gesù (1588), proveniente dalla Badia di Castelplanio, conservata nel Museo diocesano di Jesi
- Madonna con Bambino e i S.S. Francesco, Giuseppe e Agostino (1588), Chiesa collegiata della S.S. Annunziata di Montecarotto
- Madonna col Bambino e santi (1588), Chiesa di Sant'Agostino di Matelica
- Noli me tingere, Chiesa di Sant'Agostino di Matelica
- Madonna del Rosario (1589), Chiesa castellana di Sant'Agata di Castiglioni
- Crocifisso tra i Santi Andrea e Giovanni Evangelista (1591), Chiesa parrocchiale di Sant'Andrea di Loretello
- Madonna con Bambino e Santi (1593), della Parrocchia di Rosora è conservata nel Museo diocesano di Jesi
- Battesimo di Cristo (1593), Collegiata di San Medardo di Arcevia
- Crocifissione con Santi (1596), Chiesa parrocchiale di San Gaudenzio di Morro d'Alba
- Giudizio Universale (1597), collegiata di San Medardo di Arcevia
- Sacra Famiglia e Santi, Chiesa di Santa Maria della Pace di Sassoferrato
- Madonna e i SS Giovanni Evangelista e Matteo, Chiesa parrocchiale di S Francesco di Ostra
- Madonna del Rosario, Chiesa parrocchiale di San Francesco di Ostra
- Crocifisso e i SS Gaudenzio e Francesco, Chiesa parrocchiale di San Francesco di Ostra
- Adorazione dei Magi, Chiesa di Santa Maria del Soccorso di Arcevia
- Natività, Chiesa San Costanzo e Cristoforo a San Costanzo
- L'Adorazione dei Magi, originariamente nella di chiesa di Santa Maria Assunta, ora nel Museo dei bronzi dorati e della città di Pergola.
- Madonna col Bambino in gloria tra angeli, San Michele Arcangelo e Sant'Antonio Abate, originariamente nella Chiesa parrocchiale di Santa Maria Assunta di Cerreto d'Esi. Ora conservata presso Il museo Antica farmacia Giuli